# Tethina spinulosa
Tethina spinulosa är en tvåvingeart som beskrevs av Cole 1923. Tethina spinulosa ingår i släktet Tethina och familjen Canacidae. Inga underarter finns listade i Catalogue of Life.